# Babie Nogi

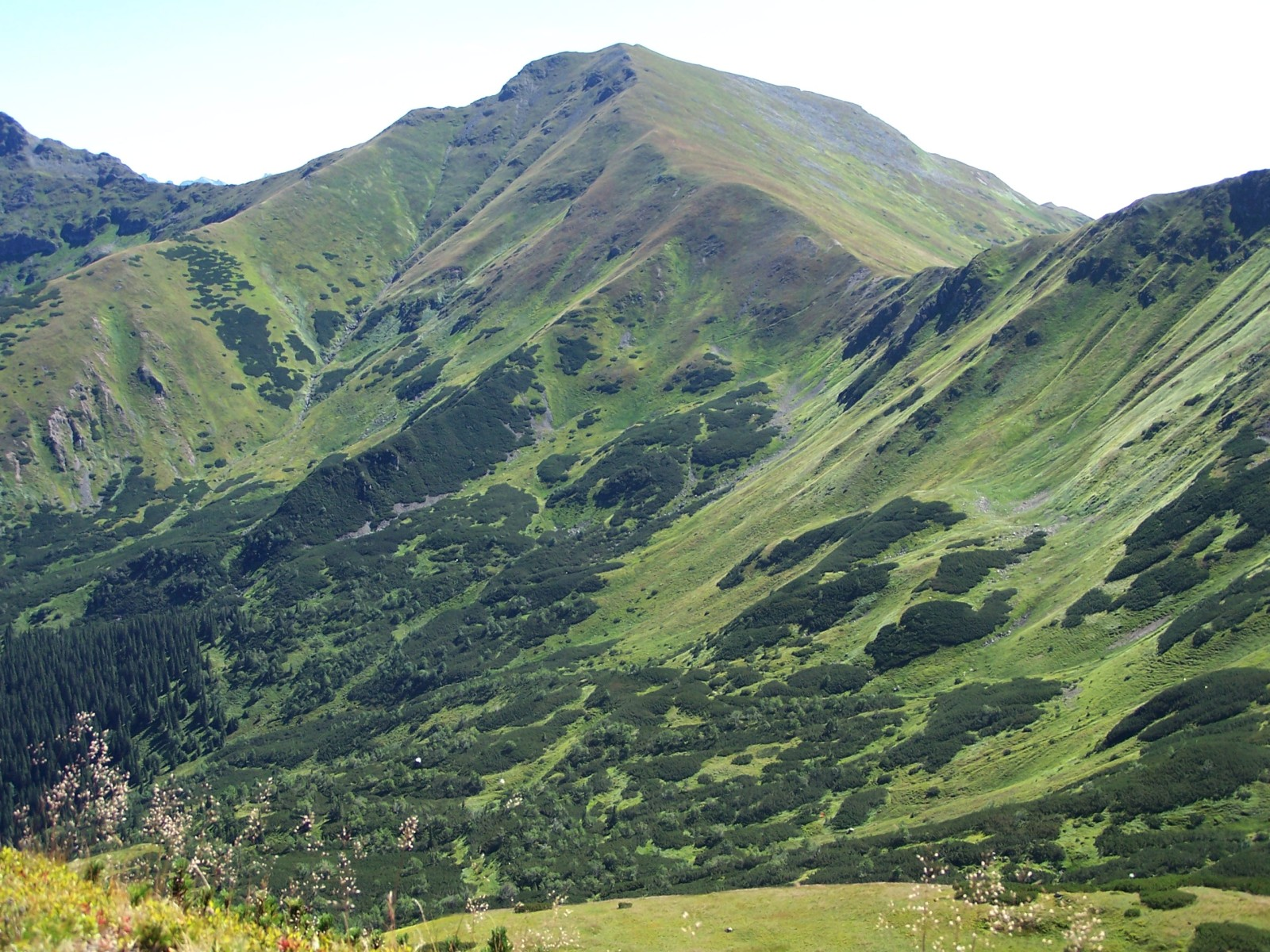
Kamienista i żleb Babie Nogi – widok z Ornaku

Babie Nogi – potężny żleb opadający spod szczytu Kamienistej do Doliny Pyszniańskiej (górna część Doliny Kościeliskiej) w Tatrach Zachodnich. Żleb ten ma jeszcze kilka bocznych ramion i znajduje się na nim kilka wodospadów. W górnej jego części leżą źródła Babiego Potoku uchodzącego do Pyszniańskiego Potoku. Żleb znajduje się pomiędzy dwoma grzbietami Kamienistej, opadającymi do Doliny Pyszniańskiej: Babim Grzbietem po zachodniej stronie i Dolinczańskim Grzbietem po wschodniej stronie. W przeszłości jego dolna część stanowiła część Hali Pysznej i była wypasana. Teren niedostępny turystycznie (obszar ochrony ścisłej „Pyszna, Tomanowa, Pisana”). Nazwę żlebu wymyślił Mariusz Zaruski.
W Babim Żlebie na wysokości ok. 1520–1530 m n.p.m. znajduje się jedno z trzech tylko w całej Polsce i w polskich Tatrach stanowisko rzadkiego gatunku rośliny – krzewiastej wierzby szwajcarskiej.